# 卡爾利夫卡
卡爾利夫卡（烏克蘭語：Карлівка，羅馬化：Karlivka，發音：[ˈkɑrl⁽ʲ⁾iu̯kɐ]；或按俄语译为卡尔洛夫卡）是乌克兰波尔塔瓦州波爾塔瓦區卡尔利夫卡市镇内的城市及该市镇的行政中心，2020年7月18日前为卡爾利夫卡區的行政中心。該市距離州府波尔塔瓦41公里，面積16平方公里，海拔高度151米，2022年人口数量为14,045人。

## 当地名人
- 特罗菲姆·李森科：苏联生物学、伪科学家、农学家。
- 尼古拉·波德戈尔内：曾任乌克兰共产党中央第一书记，苏联最高苏维埃主席团主席。
- 谢苗·伊格纳季耶夫：曾任苏联国家安全部部长。

## 图集

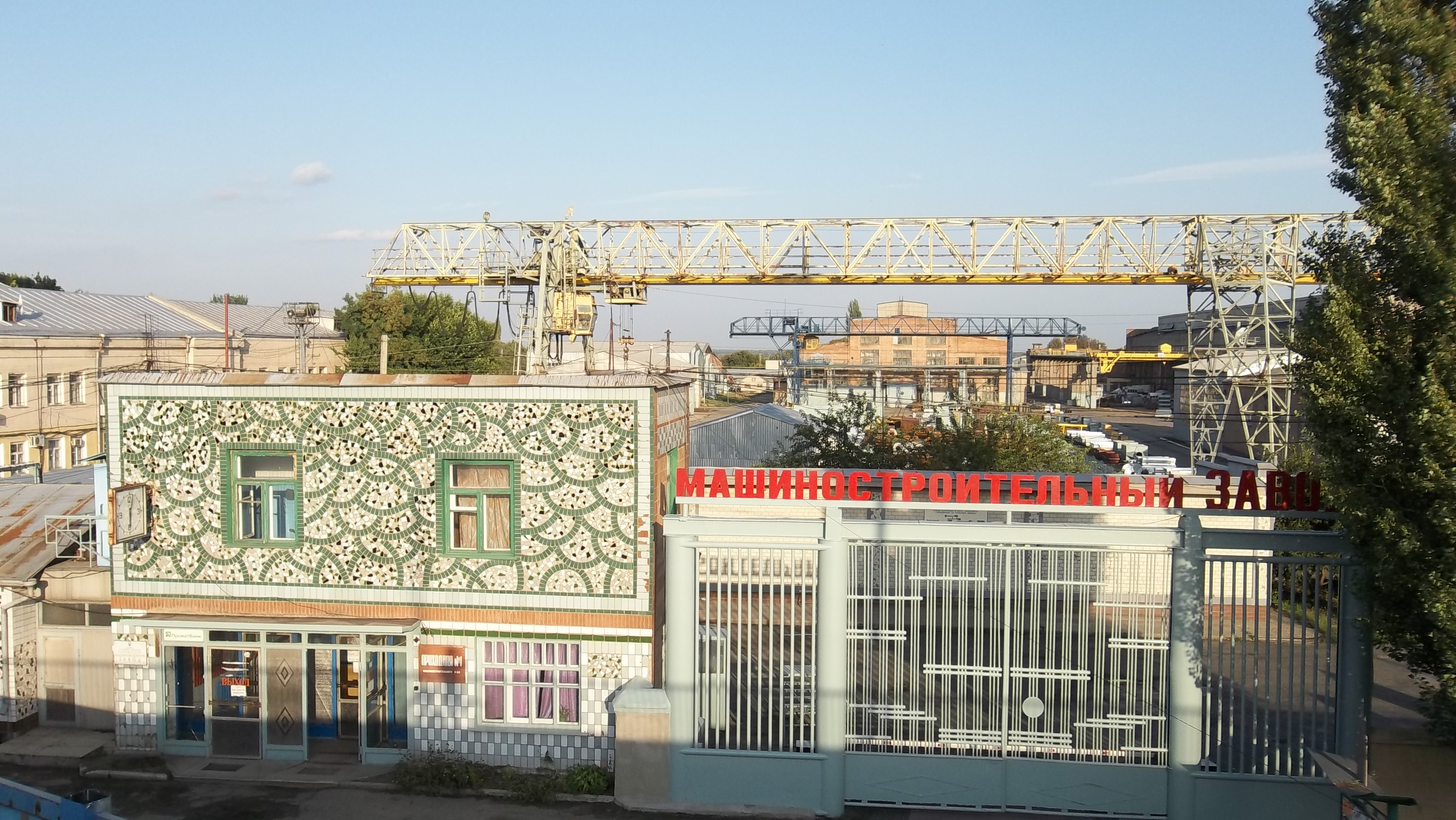
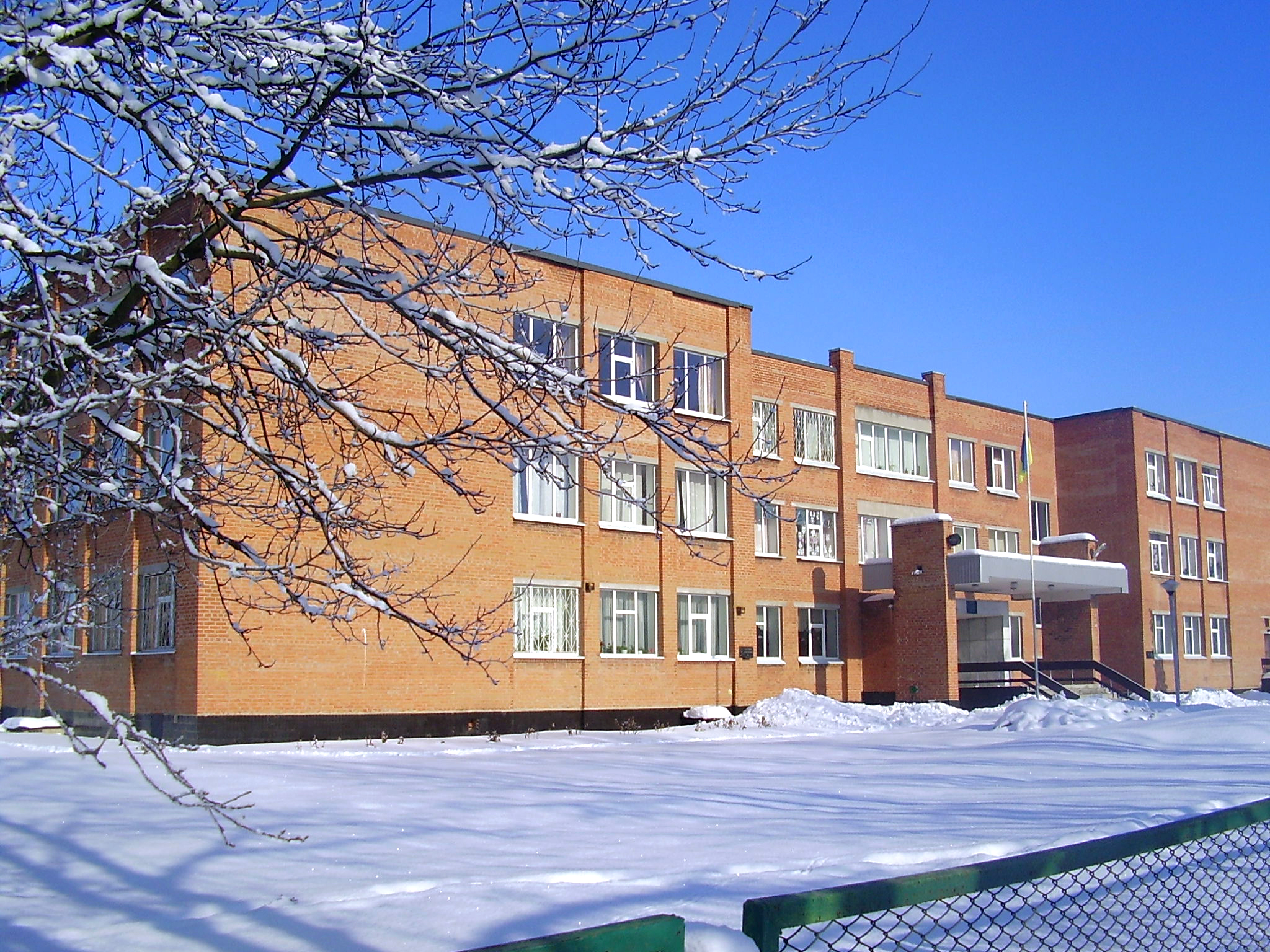
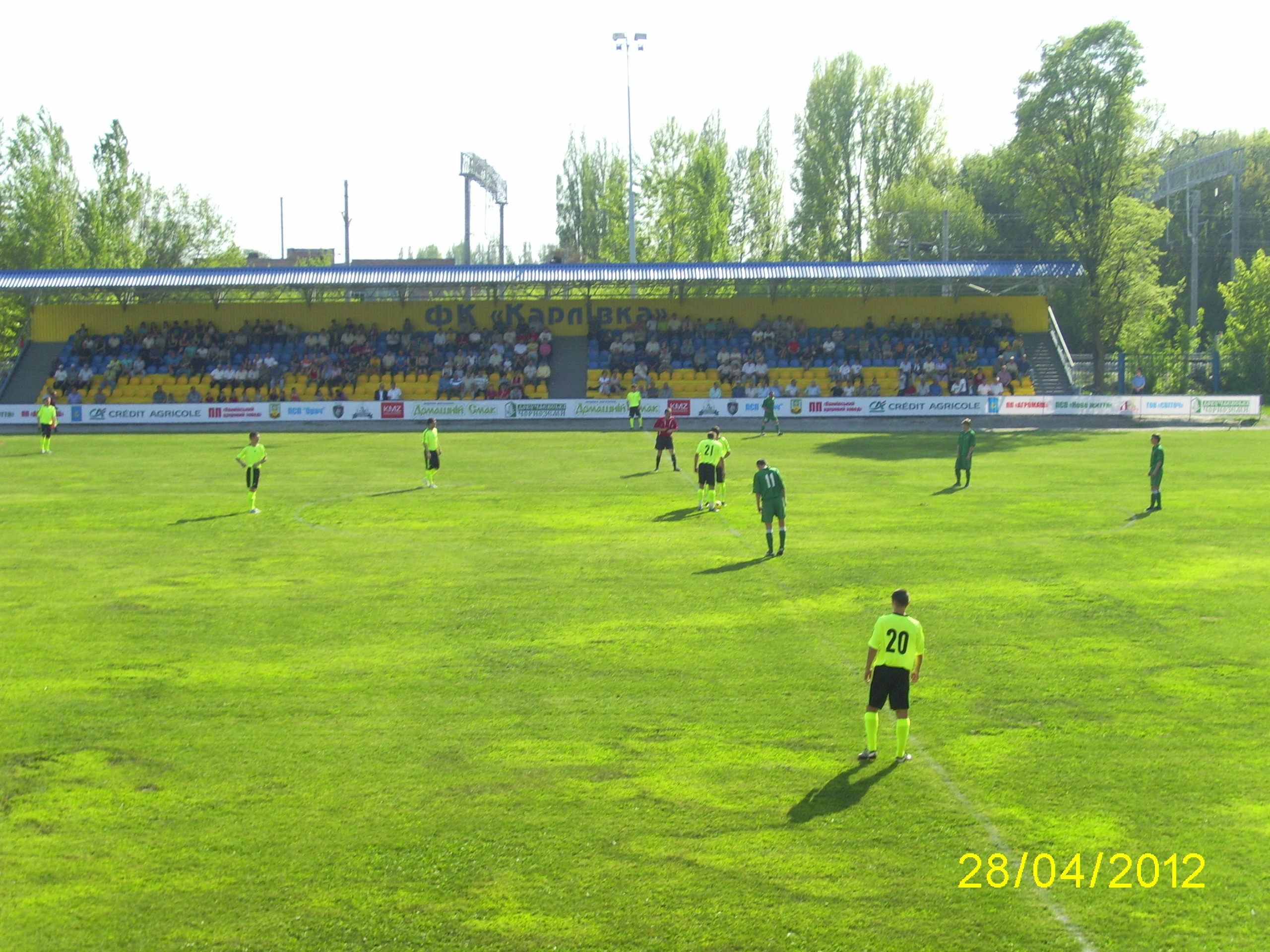
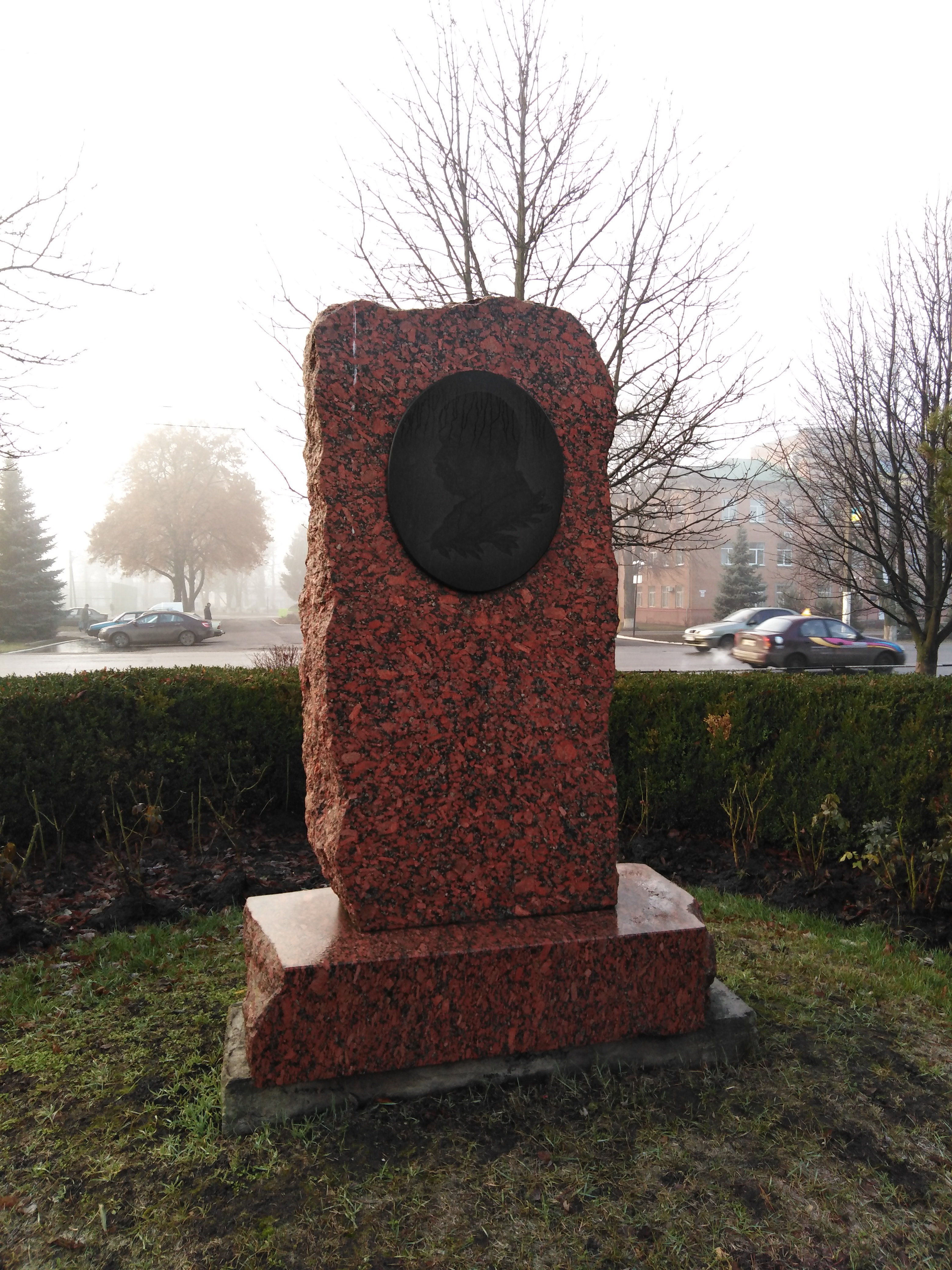
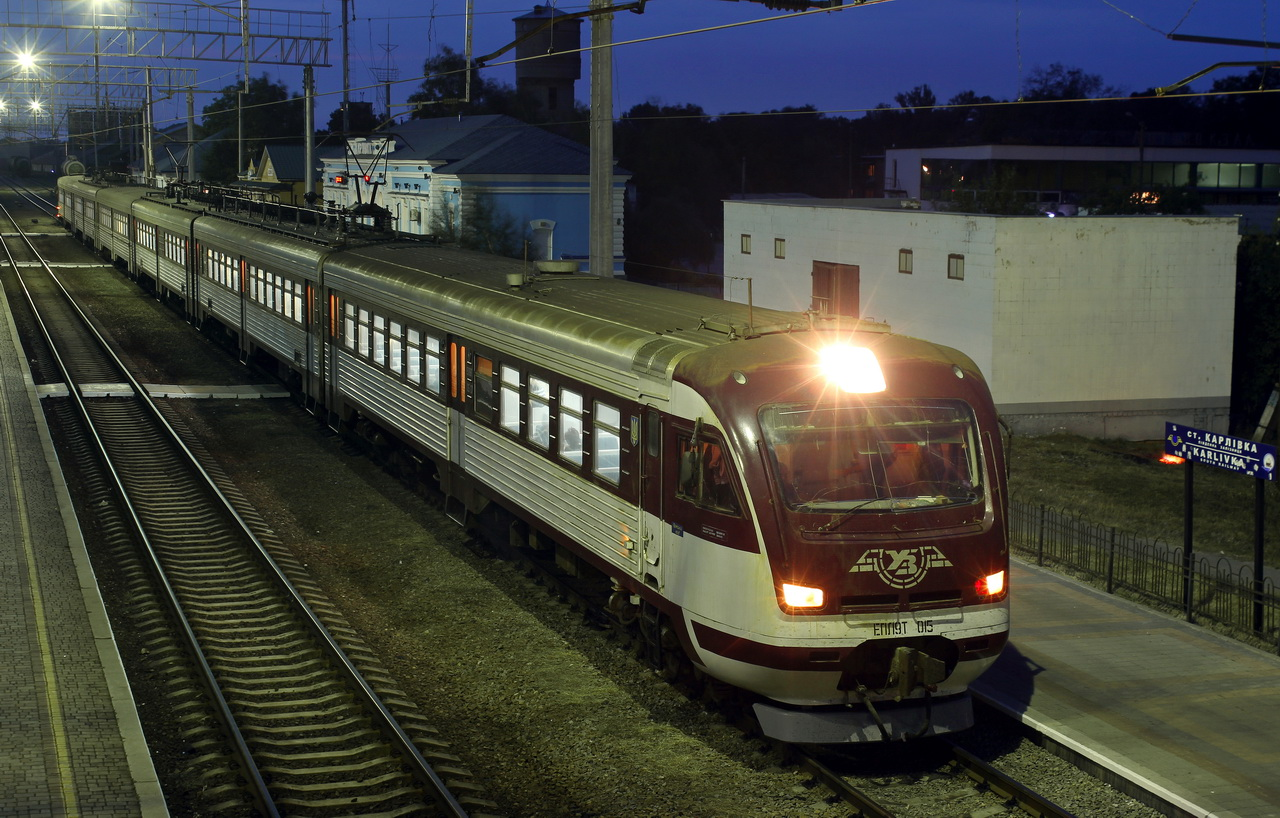

## 備註
1. ↑  俄语：，羅馬化：Karlovka